# 全茸紫菀
全茸紫菀（学名：Aster hololachnus）为菊科紫菀属的植物，是中国的特有植物。分布于中国大陆的西藏等地，生长于海拔5,350米的地区，目前尚未由人工引种栽培。